# 만종역
만종역(Manjong station, 萬鍾驛)은 강원특별자치도 원주시 호저면 만종리에 위치한 경강선의 철도역이다.
2021년 중앙선 서원주~봉양간 복선전철 개통 이후로, 강릉선 KTX만 정차한다.

## 역명 유래
마을 앞에 있는 비로봉을 바라본다는 뜻으로 망종(望宗)이 변하여 만종이 되었다고 한 데서 유래하였다.

## 연혁
- 1942년 9월 1일 : 배치간이역으로 영업 개시[1]
- 1964년 1월 10일 : 보통역으로 승격
- 1964년 9월 23일 : 구역사 신축 준공
- 1977년 5월 16일 : 소화물 취급 중단[2]
- 2007년 6월 1일 : 여객취급 중단
- 2016년 8월 25일 : 경강선 서원주~만종 구간 공사 완료[3]
- 2017년 6월 29일 : 경강선 철도거리표 고시[4]
- 2017년 12월 15일 : 여객취급 재개
- 2017년 12월 22일 : 경강선 개통과 함께 강릉선 KTX 운행 개시
- 2018년 1월 1일 : 유류수송 중단
- 2019년 5월 15일 : 화물취급 중단[5]
- 2020년 3월 2일 : 누리로 운행 개시
- 2020년 3월 6일 : 강릉선 KTX 금·토·일 한정 상행 2회 추가 운행(청량리~ 강릉)[6]
- 2021년 1월 5일 : 중앙선 서원주 ~ 제천 간 복선전철 개통과 함께 일반열차 취급 중지
- 2021년 3월 2일: 횡성군 서원면 희망버스 운행개시 (1일 8회 왕복)[7]
- 2021년 4월 22일 정부의 제4차 국가철도망 구축계획에 따라 원주연결선(원주 ~ 만종 구간)신설로 원주역과 재 연결확정으로 스티커 제거 확정[8]
- 2021년 5월 1일 원주역•만종역 •원주세브란스기독병원 셔틀버스 시범운행개시(~6월 1일 현재 잠정 중단)(단, 주말 및 공휴일 제외)[9]
- 2021년 8월 1일: 강릉선 KTX 열차가 KTX-이음으로 대체 운행

## 사진

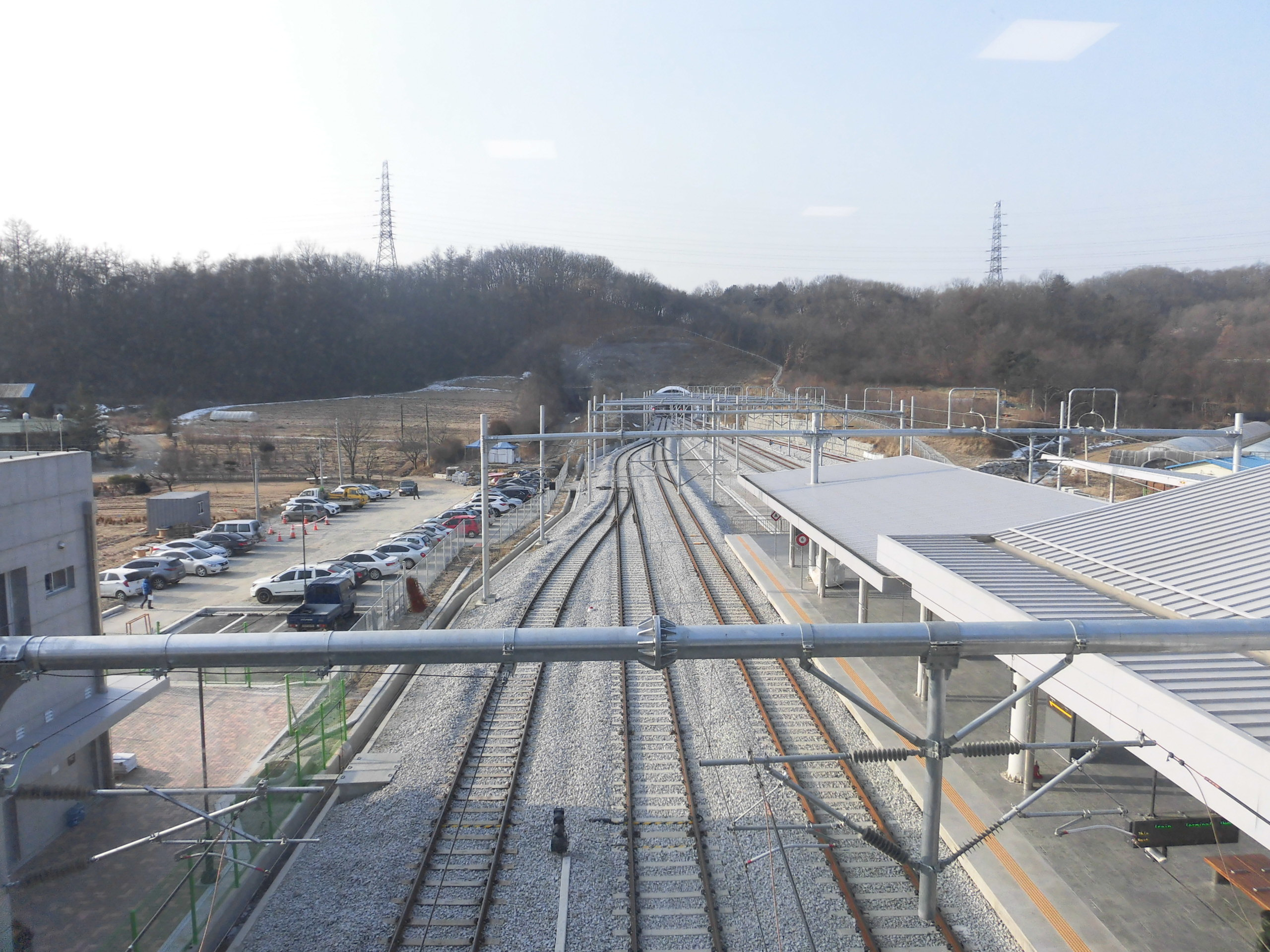
역사에서 바라본 선로

## 구 역사

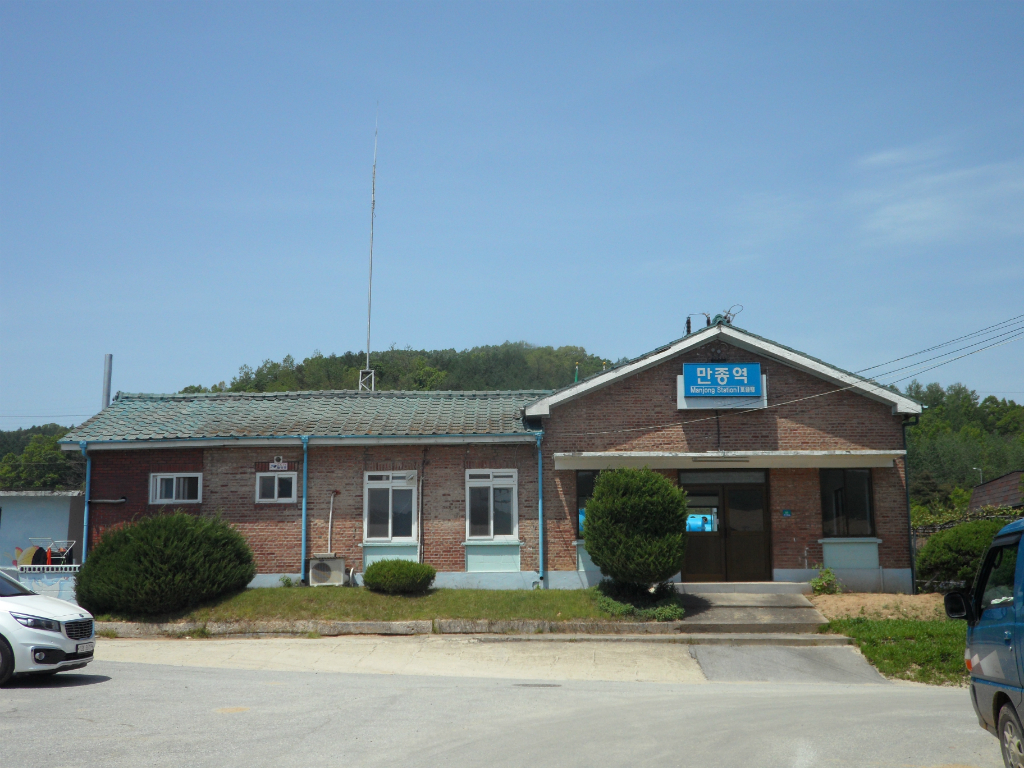
옛 역사
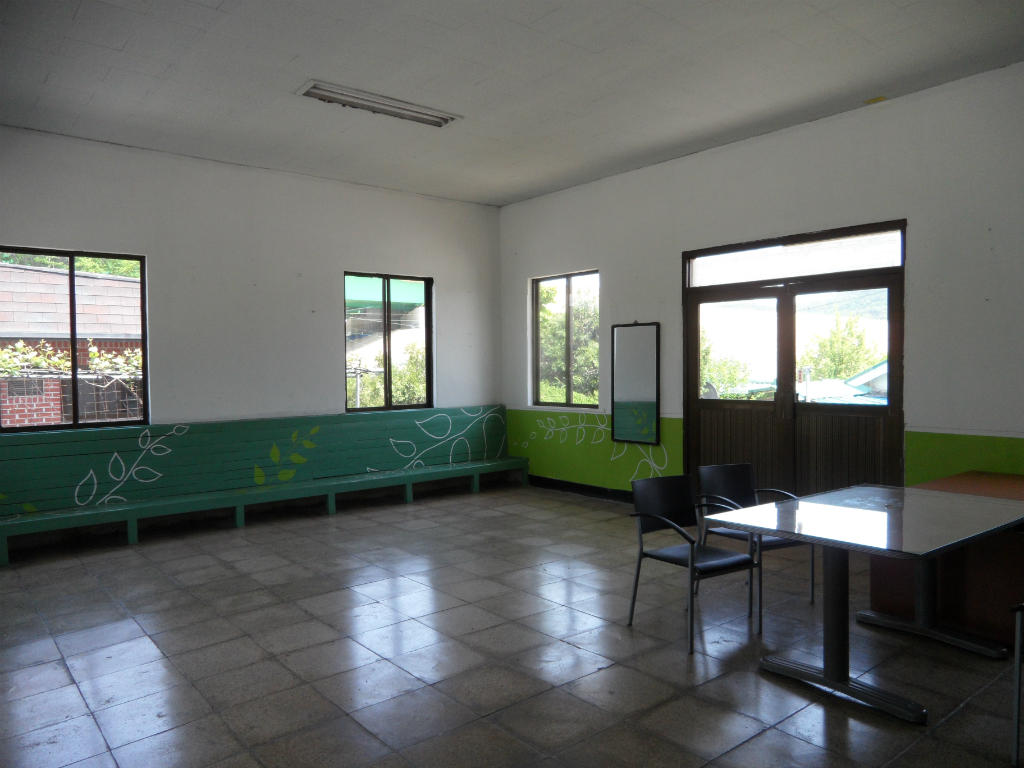
옛 역사 맞이방
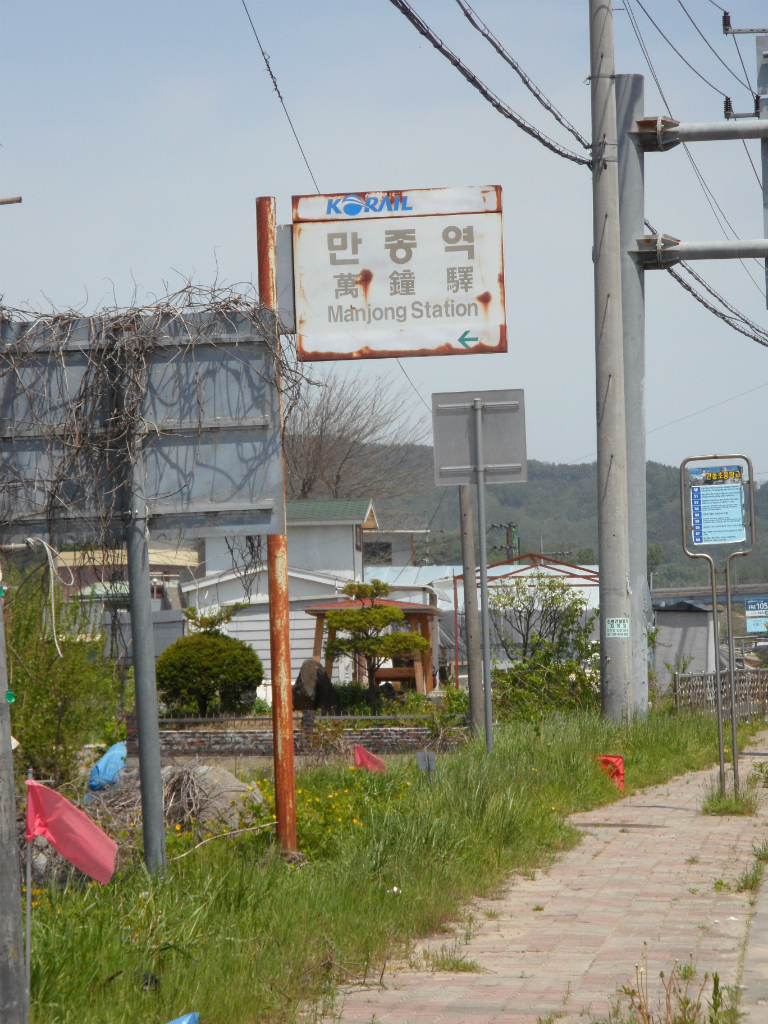
옛 역사 표지판

## 역 구조
만종역의 역사 컨셉은 주변지역과 자연경관을 바라보는 이미지를 표현하는 망원경을 컨셉트로 잡았다. 콘코스와 대합실은 만종 코스모스 축제를 아트글라스로 표현하였으며 연결통로는 은행나무(원주시 시목) 잎을 벽면에 표현한 것이 특징이다.

### 승강장
2면 4선의 쌍섬식 승강장으로, 10량 대응으로 설계되었다.
| ↑ 서원주        |
| １２ \| ３４ \| |
| 횡성 ↓          |

| 1·2 | 강릉선 KTX | 양평 · 청량리 · 서울 · 행신 방면      |
| 3·4 | 강릉선 KTX | 횡성 · 평창 · 진부 · 강릉 · 동해 방면 |

## 인접한 역
| 경강선           | 경강선     | 경강선         |
| ---------------- | ---------- | -------------- |
| 서원주 행신 방면 | KTX 강릉선 | 횡성 강릉 방면 |
| 서원주 서울 방면 | KTX 영동선 | 횡성 동해 방면 |